# Столив

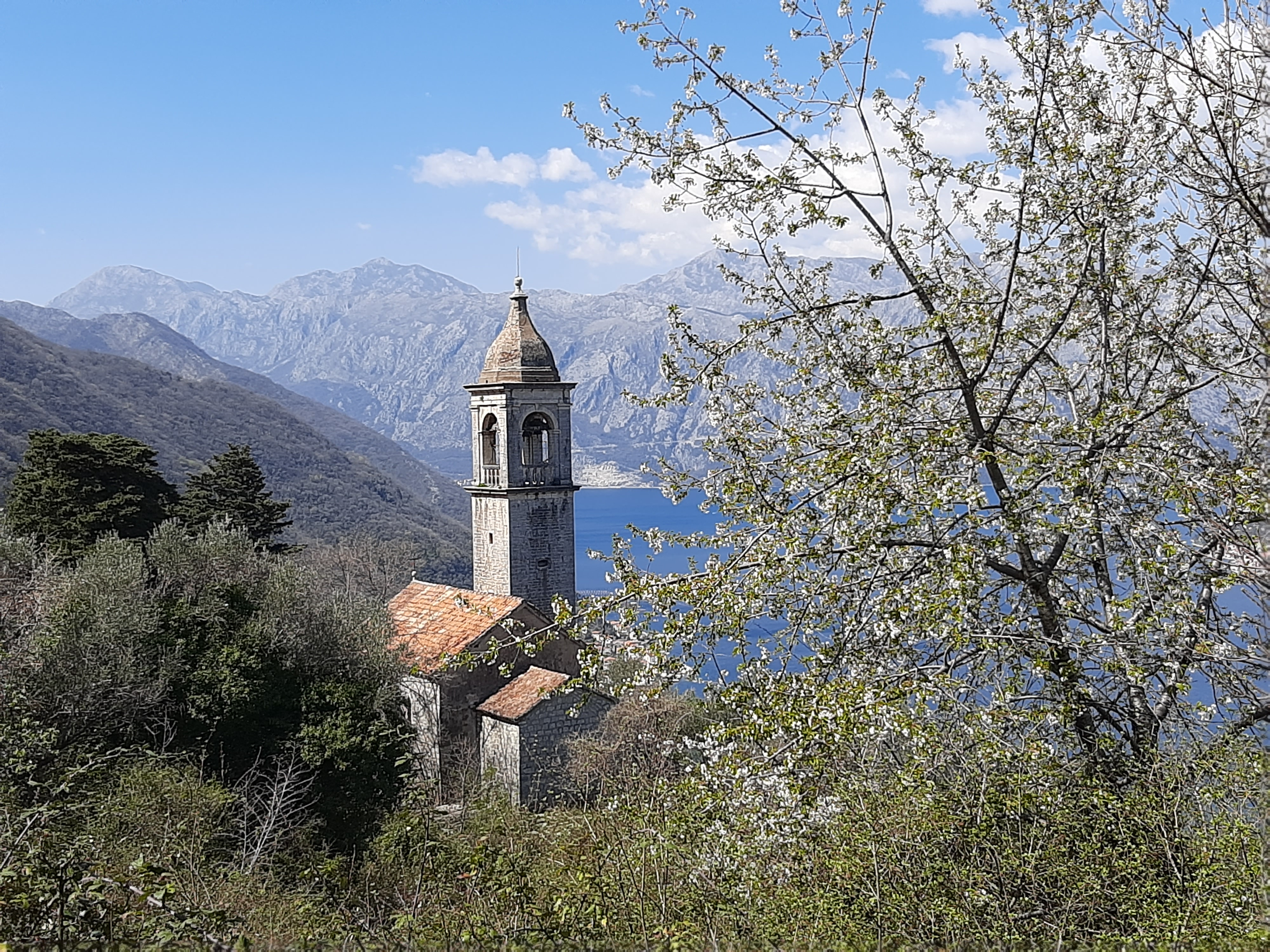
Вид на Которский залив от церкви святого Ильи в Горном Столиве

42°28′07″ с. ш. 18°42′41″ в. д.Столив — двойное поселение в Которском заливе в общине Котор на северном склоне хребта Врмац. Состоит из Горного Столива (249 метров над уровнем моря) и Долнего (Нижнего) Столива, который граничит с Прчанью. По данным за 2003 год население составляли 336 человек. Впервые упоминается в письменных источниках в 1326 году как Vinea de Stolivo (в нотариальных книгах Котора и в Которском статуте «De domnificatis extra civitatem»).

## История и современность
Особенностью некоторых поселений в Которском заливе является их «двойной» характер, при этом метрополией является верхння, горная часть, а не наоборот. Название Столив означает «сто олив». По легенде, сто маслиновых деревьев высаживались в обеспечение брака. Впрочем, это подтверждается сообщением В.Б. Броневского, который описал аналогичный обычай на греческих островах: «приданое невест и вообще богатство считается числом сих дерев»
Католичество распространилось здесь с начала XV века после утверждения власти Венецианской республики.
Столив расположен прямо напротив Пераста в самой узкой части залива, и поэтому, когда 22 июня 1624 года на Пераст совершили набег тунисские пираты, Столив подвергся такому же страшному разорению, как и последний. Последствия этого разорения были таковы, что уцелевшие жители обратились к венецианской администрации с просьбой переселить их в Италию.
Большинство местных фамилий принадлежали к братству Грбаль.
«Поселок Горни Столив представляет собой заброшенный сельский ансамбль, расположенный на северном склоне горы Врмац, в Которском заливе, Черногория, - пишет историк архитектуры Адис Ковачевич. - Деревня, включающая около шести десятков жилых, коммерческих и религиозных зданий, является редким свидетельством социальной и архитектурной традиции, которая развивалась на всем Адриатическом побережье в пределах границ Венецианской республики с 1420 по 1797 год».
В Нижнем Столиве сохранилась церковь 1721 года постройки.
В настоящее время Столив знаменит своими каштановыми рощами, через которые пролегает пешеходная дорога из Нижнего Столива в Верхний. Возраст деревьев достигает здесь нескольких сот лет. Дорога, в настоящем её виде, вымощена в середине XIX века попечением богатого бокельского капитана Гашпара Ивановића.
На северной окраине Нижнего Столива у входа в пролив Вериге расположена церковь Богоматери Ангелов XV века.

## Знаменитые уроженцы
Мария Бергам (Марија Бергам), черногорская и сербская актриса театра и кино.

## Столив в культуре
Одноапсидный храм святого Василия с фресками XV века представляет собой образец поздневизантийского зодчества. В убранстве церкви святого Ильи в Горном Столиве (1556 г., колокольня 1833 г.) использованы работы итальянского художника Иосипа Томинца. В 1812 году Столив посещал лорд Байрон во время своего двухлетнего путешествия по Средиземноморью. В Столиве неоднократно останавливался владыка Черногории и поэт Пётр II Петрович Негош, автор поэмы «Горный венец». Столив также является местом действия романа Антона Уткина "Вила Мандалина".